# Курильський міський округ
Курильський район (рос. Курильский район) — адміністративно-територіальна одиниця (район) та муніципальне утворення (муніципальний район) у складі Сахалінської області Російської Федерації.
Адміністративний центр — місто Курильськ.

## Географія
Курильський район прирівняний до районів Крайньої Півночі. Займає центральну частину Курильських островів. На півдні через протоку Катерини межує з Южно-Курильським районом, на півночі — через протоку Діани з Сєверо-Курильським районом.

## Історія
Район утворений 15 червня 1946 року. З 1855 по 3 вересня 1945 року о. Ітуруп належав Японії. Інші острови — з 1875 по 1945 рр.
Раніше всі, крім Ітурупу, були в складі Російської імперії.

Японія  претендує на південну частину району — острів Ітуруп. Включаючи його до складу округу Немуро префектури Хоккайдо.

## Населення
| 1959  | 1970  | 1979  | 1989    | 2002  | 2009  | 2010  |
| ----- | ----- | ----- | ------- | ----- | ----- | ----- |
| 5675  | ↘3762 | ↗5114 | ↗10 498 | ↘7108 | ↘6152 | ↗7359 |
| 2011  | 2012  | 2013  | 2014    | 2015  | 2016  | 2017  |
| ↘7334 | ↘6981 | ↘6606 | ↘6153   | ↘5906 | ↗5934 | ↘5561 |
| 2018  | 2019  |       |         |       |       |       |
| ↗6409 | ↗6485 |       |         |       |       |       |